# Tore Vikingstad
Tore Vikingstad (* 8. Oktober 1975 in Trondheim) ist ein ehemaliger norwegischer Eishockeyspieler, der in seiner aktiven Zeit von 1993 bis 2013 unter anderem für die  DEG Metro Stars und die Hannover Scorpions in der Deutschen Eishockey Liga spielte. Sein Sohn Markus Vikingstad ist ebenfalls professioneller Eishockeyspieler. 

## Karriere
Tore Vikingstad begann in seiner norwegischen Heimat mit dem Eishockey und gab 1993 für die Profimannschaft Viking IK sein Debüt in der GET-ligaen, der höchsten norwegischen Spielklasse. Dort konnte sich der Center als Stammspieler durchsetzten und seine Punkteausbeute kontinuierlich steigern, sodass er insgesamt schließlich 64 Einsätze für die Mannschaft aus Stavanger absolvierte und dabei 35 Scorerpunkte erzielte. Nach drei Jahren bei Viking und zwei weiteren beim Ligakonkurrenten Stjernen wechselte der Linksschütze 1998 zu Färjestad BK in die schwedische Elitserien. In seiner Zeit dort wurde er während des NHL Entry Draft 1999 von den St. Louis Blues in Runde sechs an 180. Position ausgewählt und nahm in der Saison 1998/99 mit dem FBK auf europäischer Ebene an der European Hockey League teil.
Im Sommer 2000 entschied sich Vikingstad für einen Wechsel zum Ligakonkurrenten Leksands IF, mit denen er in der ersten Saison in die zweitklassige HockeyAllsvenskan abstieg. 2001 nahm der Angreifer ein Angebot der DEG Metro Stars aus der Deutschen Eishockey Liga an, für die er insgesamt sieben Spielzeiten lang auf dem Eis stand. In der Saison 2005/06 wurde Vikingstad gemeinsam mit Dave McLlwain Topscorer der Hauptrunde und darüber hinaus zum Center des Jahres sowie Spieler des Jahres gewählt. Er gewann in dieser Spielzeit zudem den Deutschen Eishockey Pokal und wurde Vizemeister. Im Folgejahr schied er mit den Düsseldorfern im Halbfinale gegen die Nürnberg Ice Tigers aus.
Am Ende der Spielzeit 2007/08, wurde Vikingstads auslaufender Vertrag nicht verlängert, woraufhin er sich zur Saison 2008/09 einen neuen Arbeitgeber suchen musste. Sein letztes Jahr bei der DEG verlief mit dem Erreichen des Play-off-Halbfinals, wo man schließlich mit 2:3 Spielen an den Eisbären aus Berlin scheiterte, noch einmal sportlich erfolgreich. Zusammen mit seinem langjährigen Sturmpartner Klaus Kathan schloss sich Tore Vikingstad nach der Spielzeit den Hannover Scorpions an, mit denen er in der Saison 2009/10 Deutscher Meister wurde. Zu diesem Erfolg trug er als bester Vorlagengeber der Hauptrunde bei. Nachdem er anschließend ein weiteres Jahr bei den Niedersachsen verbracht hatte, kehrte der Olympiateilnehmer von 2010 zur Saison 2011/12 in seine norwegische Heimat zurück, wo er einen Vertrag bei den Stavanger Oilers erhielt. Mit dieser Mannschaft wurde Tore Vikingstad sowohl 2012 als auch 2013 norwegischer Meister. Nach dem zweiten Titelgewinn verkündete der Stürmer aufgrund gesundheitlicher Probleme das Ende seiner aktiven Laufbahn. 

### International
Für Norwegen nahm Vikingstad im Juniorenbereich ausschließlich an der U20-Junioren-B-Weltmeisterschaft 1995 teil. Im Seniorenbereich stand er im Aufgebot seines Landes bei den B-Weltmeisterschaften 2002, 2003, 2004 und 2005 sowie bei den A-Weltmeisterschaften 1999, 2000, 2001, 2006 und 2009. Zudem lief er für Norwegen bei den Olympischen Winterspielen 2010 in Vancouver auf.

## Erfolge und Auszeichnungen
| - 2002 Most Sportsmanlike Player der DEL - 2006 Teilnahme am DEL All-Star Game - 2006 Deutscher Vizemeister mit den DEG Metro Stars - 2006 Deutscher Eishockey-Pokal-Sieg mit den DEG Metro Stars - 2006 Topscorer der DEL-Hauptrunde - 2006 DEL-Spieler des Jahres - 2006 DEL-Center des Jahres | - 2006 Gullpucken - 2007 Teilnahme am DEL All-Star Game - 2008 Teilnahme am DEL All-Star Game - 2009 Teilnahme am DEL All-Star Game - 2010 Deutscher Meister mit den Hannover Scorpions - 2010 Bester Vorlagengeber der DEL |

### International

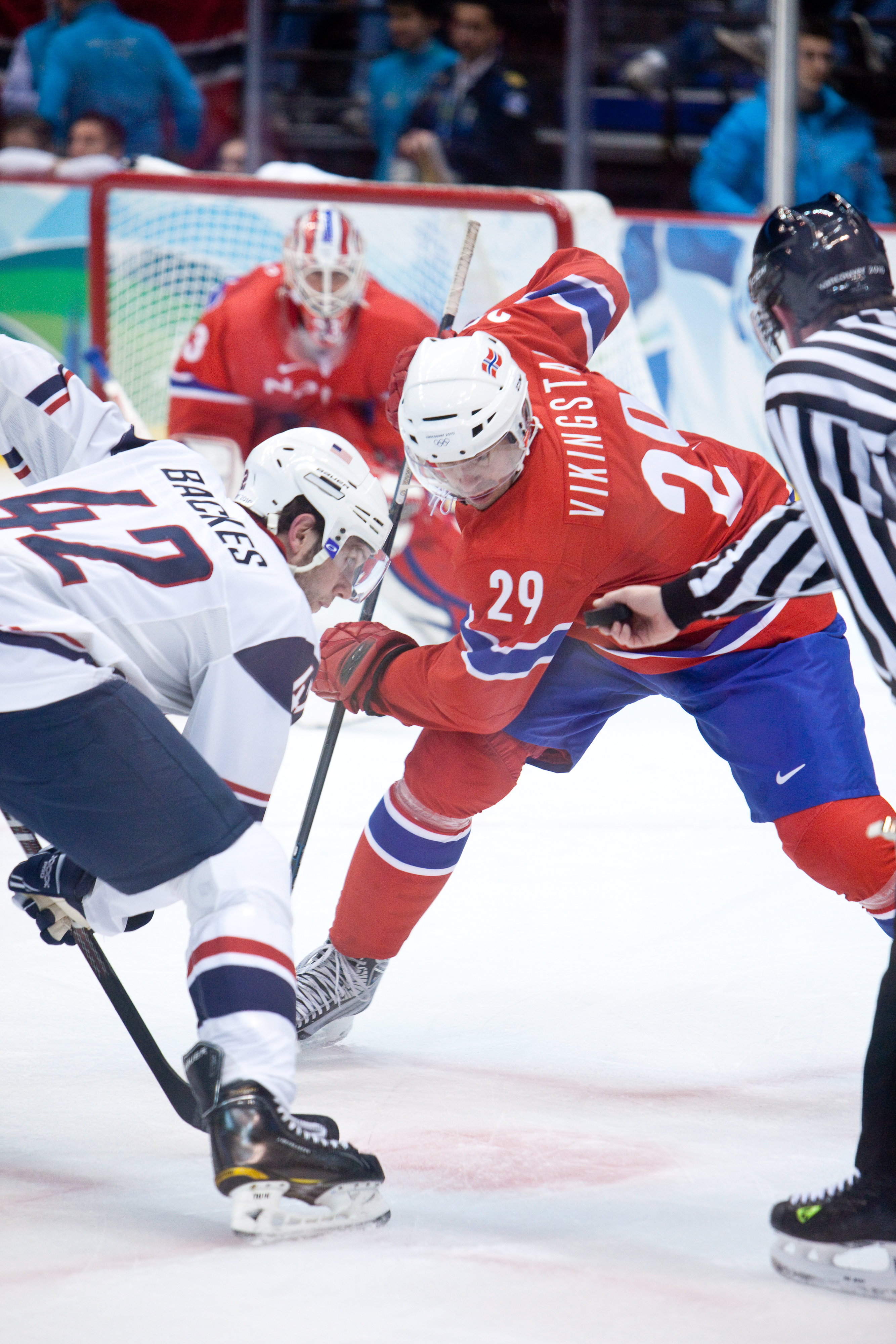
Tore Vikingstad beim Bully gegen David Backes bei den Olympischen Winterspielen 2010

- 2005 Aufstieg in die Top-Division bei der Weltmeisterschaft der Division I
- 2009 Top-3-Spieler Norwegens bei der Weltmeisterschaft